# Casearia zahlbruckneri
Casearia zahlbruckneri är en videväxtart som beskrevs av Szyszyl.. Casearia zahlbruckneri ingår i släktet Casearia och familjen videväxter. Inga underarter finns listade i Catalogue of Life.